# Прахатиці (округ)
Прахатиці (чеськ. Okres Prachatice) — адміністративно-територіальна одиниця в Південночеському краї Чехії. Адміністративний центр — місто Прахатиці. Площа округу — 1 375 км², населення становить 50 738 осіб.
До округу входить 65 муніципалітетів, з котрих 6 — міста.